# Rangers Football Club
Rangers Football Club é um clube de futebol da cidade de Glasgow, na Escócia. Fundado em 1872,  disputa a Scottish Premiership, a liga de maior nível do país. Desde 1899, manda seus jogos no Ibrox Stadium, localizado no sudoeste da cidade.
O Rangers ganhou mais títulos e triplos de campeonato do que qualquer outro clube do mundo, ganhando o Campeonato Escocês 55 vezes, a Copa da Escócia 34 vezes, e a Copa da Liga Escocesa 28 vezes e vencendo as três competições na mesma temporada sete vezes. Os Rangers foram o primeiro clube britânico a chegar a uma final de competição da UEFA e venceu a Taça dos Clubes Vencedores de Taças em 1972, depois de ser vice-campeão duas vezes, em 1961 e 1967. Um terceiro finalista na Europa chegou na Copa da UEFA em 2008 como Rangers levaram 20,000 adeptos para a final. Rangers tem uma longa rivalidade com o Celtic, os dois clubes de Glasgow sendo coletivamente conhecidos como Old Firm.
Fundada no dia 1 de março de 1872, o Rangers foi um dos 11 membros originais da Associação Escocesa de Futebol e permaneceram na melhor divisão continuamente até a liquidação do The Rangers Football Club PLC no final da temporada 2011-12. Com uma nova identidade corporativa, o clube ganhou entrada no quarto escalão do futebol da liga escocesa no tempo para o início da temporada seguinte e foi promovido três vezes em quatro anos para retornar ao primeiro voo.

## História
Os quatro fundadores do Rangers, os irmãos Moses Mcneil e Peter McNeil, Peter Campbell e William McBeath encontraram-se em Março de 1872 e deram o nome depois de vê-lo numa revista de rugby.
Em maio daquele ano a primeira partida foi jogada, um empate 0-0 contra o Callander F.C. no estádio público de Glasgow Green. A outra única partida daquele ano foi contra o Clyde (o Clyde não é o mesmo Clyde F.C. dos dias atuais) resultando numa vitória por 11-0 e também sendo a primeira vitória do clube.
A fundação oficial do Rangers é reconhecida como tendo sido em 15 de julho de 1873, quando o clube se reuniu pela primeira vez e todo o 'staff' do grupo foi eleito. Os dados dessa temporada, como os registos dos jogos amigaveis e os registos da época em que entrou na Federação Escocesa de Futebol foram perdidos, significando que o clube não participou na primeira Taça da Escócia.
Em 1876 o Rangers teve o seu primeiro convocado com Moses McNeil a representar a Escócia numa partida contra o País de Gales, e em 1877 o Rangers chegou à final da Taça da Escócia.
A primeira Old Firm de todas teve lugar em 1888, data da criação oficial do Celtic. O Rangers perdeu por 5-2 contra uma equipa - do Celtic - que tinha praticamente todos os jogadores emprestados pelo Hibernian F.C
A temporada de 1890-1891 viu a inauguração da Scottish Football League, e o Rangers é um dos dez membros originais. Nessa época o Rangers já estava a jogar no primeiro Ibrox Stadium. A primeira partida do Rangers na liga foi em 16 de agosto de 1890, a qual ganhou por 5-2 ao Heart of Midlothian F.C. Depois de terminar empatado na tabela no final da temporada com o Dumbarton F.C uma partida extra foi feita no Cathkin Park para decidir quem seria o campeão. A partida acabou em 2-2 sendo o título dividido pela única vez na história.
A primeira final da Taça da Escócia vencida pelo Rangers foi em 1894 depois de vencer por 3-1 o Celtic na final. Na virada do século, o Rangers venceu duas ligas e três taças da Escócia.
Em 2012, o Glasgow Rangers que devia mais de 26 milhões declara falência. Rangers foram um dos membros originais da Liga Escocesa de Futebol e permaneceram na divisão de topo continuamente até o assentamento de The Rangers Clube de Futebol PLC no final da temporada 2011-12. Com uma nova identidade corporativa, o clube ganhou a admissão ao quarto nível da liga escocesa no tempo para o começo da estação seguinte, e foi promovido três vezes em quatro anos para retornar à primeira linha.
Em 07 de março de 2021 o Rangers sagrou-se Campeão Escocês pela 55ª vez, após uma década.

## Rivalidades
A rivalidade mais distinta do clube é com o vizinho de Glasgow, o Celtic F.C.; as partidas entre os dois clubes são conhecidos coletivamente como Old Firm. O apoio tradicional dos Rangers vem em grande parte da comunidade sindicalista protestante, enquanto o apoio tradicional do Celtic vem em grande parte da comunidade católica. A primeira partida do Old Firm foi vencida pelo Celtic e já foram disputadas mais de quatrocentas partidas até o momento. A rivalidade do Old Firm alimentou muitos ataques, às vezes levando à morte, nos dias de derby do Old Firm; um grupo ativista que monitora a atividade sectária em Glasgow relatou que nos fins de semana da Old Firm, as admissões nas salas de emergência do hospital aumentaram acima dos níveis normais e o jornalista Franklin Foer observou que no período de 1996 a 2003, oito mortes em Glasgow foram diretamente relacionadas às partidas do Old Firm, bem como uma centenas de assaltos.
A amarga rivalidade com o Aberdeen se desenvolveu após um incidente na final da Copa da Liga de 1979, quando Derek Johnstone do Rangers provocou a fúria do apoio dos Dons com o que eles acreditavam ser uma simulação de falta, que resultou na expulsão de Doug Rougvie do Aberdeen e na vitória do Rangers. Então, na temporada seguinte, John McMaster do Aberdeen teve que receber uma respiração boca boca no Ibrox Stadium depois de uma feroz agressão em sua garganta. As relações entre os fãs pioraram ainda mais durante uma partida da liga em 8 de outubro de 1988, quando o desarme do jogador do Aberdeen Neil Simpson contra Ian Durrant do Rangers resultou na lesão de Durrant por dois anos. O ressentimento continuou e em 1998 um artigo no programa de jogo do Rangers rotulou os fãs de Aberdeen de "escória", embora o Rangers posteriormente tenha emitido um "pedido de desculpas completo e sem reservas" para Aberdeen e seus apoiadores, que foi aceito por Aberdeen.
O relançamento do Rangers na Terceira Divisão na temporada 2012-2013 levou à rivalidade original do clube com o Queen's Park sendo renovada pela primeira vez desde 1958 na liga. Rangers e Queen's Park se enfrentaram pela primeira vez em março de 1879, cerca de nove anos antes do início da rivalidade da Old Firm. Os jogos com o Queen's Park foram anunciados como o "derby Original de Glasgow" pelos Rangers e pela mídia escocesa; e como o "Derby mais antigo do mundo" por Queen's Park.

### Sectarismo
Durante o século XIX muitos imigrantes vieram da Irlanda para Glasgow - esta foi uma época de considerável sentimento anticatólico e anti-irlandês na Escócia. O sucesso inicial do Celtic, um clube associado à comunidade irlandesa e católica, foi descrito como o fortalecimento da identidade sindicalista protestante dos Rangers, contribuindo para a eventual ausência de jogadores abertamente católicos da equipe. Do início do século XX em diante, os católicos não eram assinados conscientemente pelo clube, nem empregados em outras funções proeminentes como uma 'regra não escrita'.
Em 1989 o Rangers assinou com Mo Johnston, a "sua primeira grande assinatura católica romana". Johnston foi o primeiro católico de destaque a assinar com o clube desde a época da Primeira Guerra Mundial, embora outros católicos tenham assinado com o Rangers antes. Desde a assinatura de Johnston, um influxo de jogadores de futebol estrangeiros contribuiu para que os jogadores católicos se tornassem comuns no Rangers. Em 1999, Lorenzo Amoruso se tornou o primeiro capitão católico do clube.
No entanto, o canto sectário dos apoiadores continuou a gerar críticas e sanções ao clube, bem como condenações contra indivíduos identificados. Em 1999, o vice-presidente do The Rangers Football Club Ltd, Donald Findlay, renunciou após ser filmado cantando canções sectárias durante um evento do clube de torcedores. O Órgão de Controle e Disciplina da UEFA puniu o Rangers por incidentes durante as partidas europeias, principalmente o Villarreal em 2006, Osasuna em 2007, PSV Eindhoven em 2011, e no Ibrox em 2019. Em fevereiro de 2015, após o canto sectário dos fãs dos Rangers em uma partida no Raith Rovers, o SPFL foi criticado por sua falha ou incapacidade de lidar com o problema. No entanto, houve casos de ação da polícia e dos tribunais, com os fãs dos Rangers sendo acusados, condenados e presos por comportamento sectário.

### Amizades
Os adeptos do Rangers têm uma amizade de fãs com o Linfield FC, clube da Irlanda do Norte, que remonta a 1920. Dois dos fundadores do clube Moses e Peter McNeil têm uma ligação com a Irlanda do Norte através do nascimento em County Down da sua mãe, Jean Bain, que depois mudou-se para a Escócia para trabalhar em meados do século XIX se casou com um escocês, John McNeil. Desde a formação do Rangers até aos dias de hoje, o clube teve 32 jogadores nascidos na Irlanda do Norte, na República da Irlanda e anteriormente na Irlanda (de 1882-1950). Alguns eram ex-jogadores do Linfield e contribuíram muito para o sucesso do Rangers Football Club. Três ex-jogadores da Irlanda do Norte foram capitães do Rangers - Bert Manderson, John McClelland e Steven Davis; seis de uma conexão com a Irlanda do Norte foram elevados ao 'Hall da Fama' do Rangers e um - Jimmy Nicholl - foi o gerente assistente do clube em 2018.
Os torcedores do Rangers também têm uma amizade de torcida com o clube alemão Hamburger SV, que data da década de 1970, quando os escoceses se mudaram para o porto alemão em busca de trabalho e reforçada por sua afeição compartilhada pelo meio-campista Jörg Albertz. Esse vínculo foi formalizado em fevereiro de 2021 com a formação de uma parceria oficial de clube entre os dois lados

## Estádio

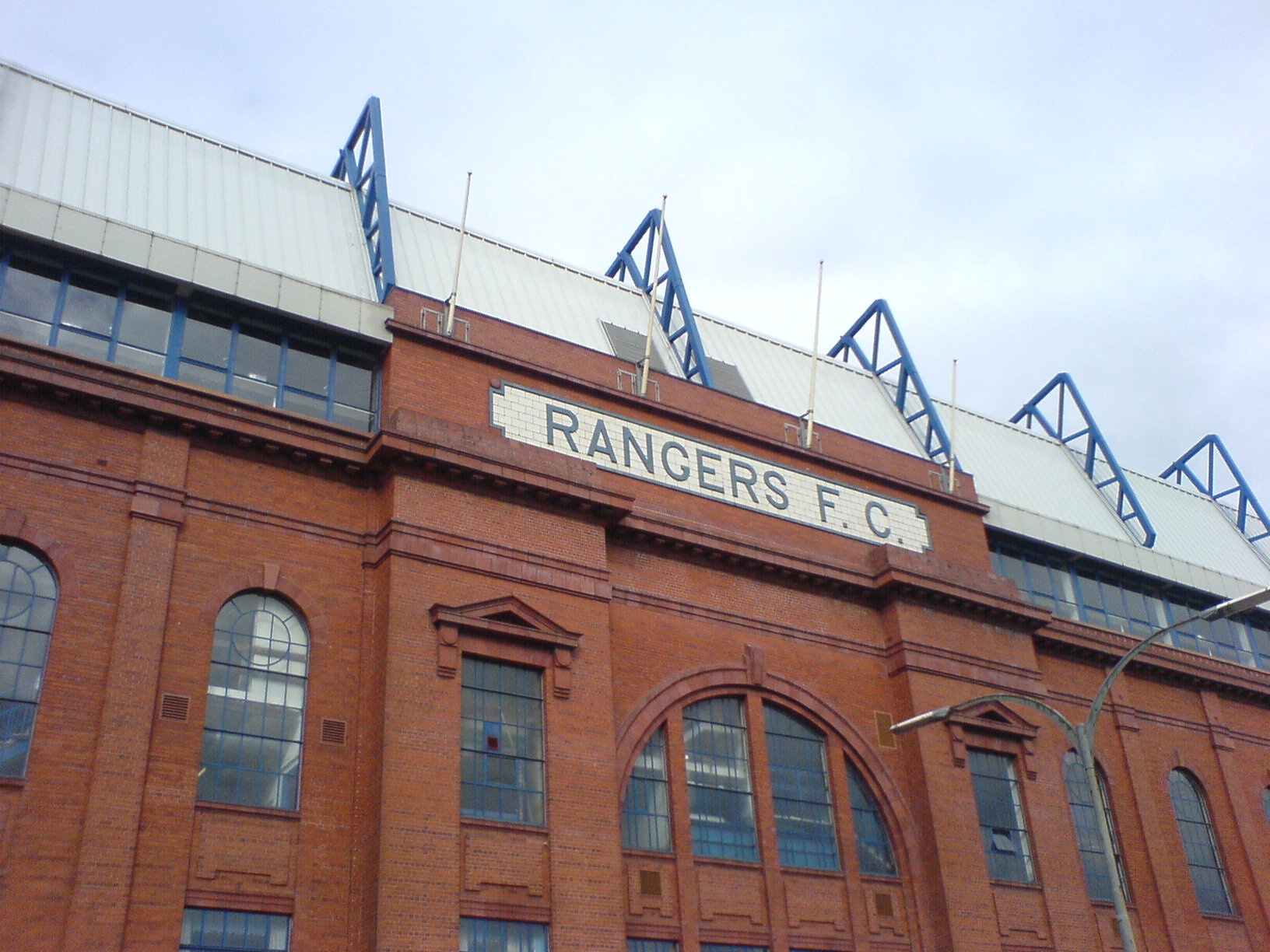
Fachada do Ibrox Stadium

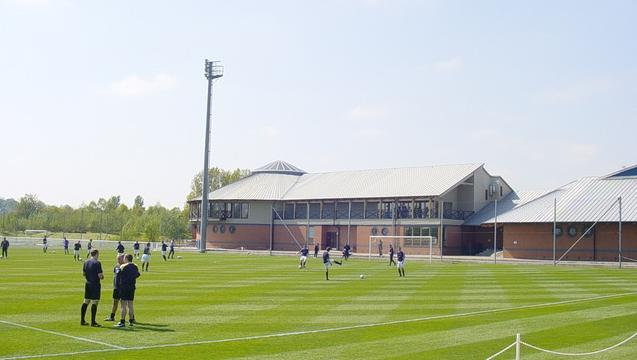
O time Sub-19 do Rangers fazem o treino antes do jogo no Murray Park

O estádio do Rangers é o Ibrox Stadium, com capacidade após as obras de modernização reduzida para 50,817 espectadores, mas cujo recorde de público é de 118 567, em clássico envolvendo o Rangers e o Celtic, em 2 de janeiro de 1939.
O maior público de qualquer jogo envolvendo Rangers é 143.570 vs Hibernian no Hampden Park, 27 de março de 1948.
O clube usou uma variedade enorme de campos nos anos entre 1872 e 1899. O primeiro foi o Flesher's Haugh, situado em Glasgow Green, seguido do Burnbank em Kelvinbridge area da cidade, e então o Kinning Park por dez anos. Nas temporada 1886-1987, o Cathkin Park foi usado até o primeiro Ibrox Park, na área de Govan, sudeste de Glasgow, ser inaugurado na temporada seguinte.
O Ibrox Stadium na sua arquitetura original, foi projetada pelo arquiteto Archibald Leitch, um torcedor do Rangers. O estádio foi inaugurado em 30 de Dezembro de 1899, e o Rangers derrotou o Hearts po 3-1 na primeira partida do Estádio.
Desde 1899, dois grandes desastres ocorreram no Ibrox. O primeiro ocorreu durante uma partida internacional entre Escócia e Inglaterra, quando parte da cobertura caiu, matando 26 pessoas e ferindo cerca de 500.
O segundo desastre aconteceu em 1971, durante o New Year's Day Old Firm match-up. Enquanto as pessoas iam deixando o estádio, barreiras da escada cairam sobre as pessoas matanto 66 pessoas e ferindo cerca de 2000.
Isso levou a um maior desenvolvimento do Ibrox sob a supervisão de  Willie Waddell. Depois de ter colocado assentos em todo o estádio, o Ibrox recebeu 5 estrelas da FIFA.

## Títulos
| CONTINENTAIS | CONTINENTAIS                       | CONTINENTAIS | CONTINENTAIS |
|              | Competição                         | Títulos      | Temporadas |
| ------------ | ---------------------------------- | ------------ | --- |
|              | Recopa Europeia da UEFA            | 1            | 1971–72 |
| NACIONAIS    |                                    |              | |
|              | Competição                         | Títulos      | Temporadas |
|              | Campeonato Escocês                 | 55           | 1890–91, 1898–99, 1899–00, 1902–01, 1901–02, 1910–11, 1911–12, 1912–13, 1917–18, 1919–20, 1920–21, 1922–23, 1923–24, 1924–25, 1926–27, 1927–28, 1928–29, 1929–30, 1930–31, 1932–33, 1933–34, 1934–35, 1936–37, 1938–39, 1946–47, 1948–49, 1949–50, 1952–53, 1955–56, 1956–57, 1958–59, 1960–61, 1962–63, 1963–64, 1974–75, 1975–76, 1977–78, 1986–87, 1988–89, 1989–90, 1990–91, 1991–92, 1992–93, 1993–94, 1994–95, 1995–96, 1996–97, 1998–99, 1999–00, 2002–03, 2004–05, 2008–09, 2009–10, 2010–11 e 2020–21 |
|              | Copa da Escócia                    | 34           | 1893–94, 1896–97, 1897–98, 1902–03, 1927–28, 1929–30, 1931–32, 1933–34, 1934–35, 1935–36, 1947–48, 1948–49, 1949–50, 1952–53, 1959–60, 1961–62, 1962–63, 1963–64, 1965–66, 1972–73, 1975–76, 1977–78, 1978–79, 1980–81, 1991–92, 1992–93, 1995–96, 1998–99, 1999–00, 2001–02, 2002–03, 2007–08, 2008–09 e 2021–22 |
|              | Copa da Liga Escocesa (Recordista) | 28           | 1946–47, 1948–49, 1960–61, 1961–62, 1963–64, 1964–65, 1970–71, 1975–76, 1977–78, 1978–79, 1981–82, 1983–84, 1984–85, 1986–87, 1987–88, 1988–89, 1990–91, 1992–93, 1993–94, 1996–97, 1998–99, 2001–02, 2002–03, 2004–05, 2007–08, 2009–10, 2010–11 e 2023–24 |
|              | Scottish Challenge Cup             | 1            | 2015–16 |
|              | Campeonato Escocês - 2ª Divisão    | 1            | 2015–16 |
|              | Campeonato Escocês - 3ª Divisão    | 1            | 2013–14 |
|              | Campeonato Escocês - 4ª Divisão    | 1            | 2012–13 |
| MUNICIPAIS   |                                    |              | |
|              | Competição                         | Títulos      | Temporadas |
|              | Copa de Glasgow (Recordista)       | 44           | 1892–93, 1893–94, 1896–97, 1887–98, 1899–00, 1900–01, 1901–02, 1910–11, 1911–12, 1912–13, 1913–14, 1917–18, 1918–19, 1919–20, 1921–22, 1922–23, 1923–24, 1924–25, 1929–30, 1931–32, 1932–33, 1933–34, 1935–36, 1936–37, 1937–38, 1939–40, 1941–42, 1942–43, 1943–44, 1944–45, 1947–48, 1949–50, 1953–54, 1957–58, 1959–60, 1968–69, 1970–71, 1974–75*, 1975–76, 1978–79, 1982–83, 1984–85, 1985–86 e 1986–87                                                                                                   |
|              | Glasgow Merchants Charity Cup      | 32           | 1878–79 , 1896–97, 1899–00, 1903–04, 1905–06, 1906–07, 1908–09, 1910–11, 1918–19, 1921–22, 1922–23, 1924–25, 1927–28, 1928–29, 1929–30, 1930–31, 1931–32, 1932–33, 1933–34, 1938–39, 1939–40, 1940–41, 1941–42, 1943–44, 1944–45, 1945–46, 1946–47, 1947–48, 1950–51, 1954–55, 1956–57 e 1959–60 |
| TOTAL        |                                    |              | |
|              | Títulos oficiais                   | 198          | 1 Continental; 117 Nacionais; 76 Regionais |

 Campeão invicto
* Indica que o título foi compartilhado

## Recordes

### Clube
Maiores Públicos
- 143,570 espectadores, 27 março 1948, contra Hibernian FC

- 118,567 espectadores, 2 janeiro 1939, contra Celtic FC

Maiores vitórias
- 14-2 contra Whitehill, Copa da Escócia, 29 setembro 1883

- 14-2 contra Blairgowrie, Copa da Escócia, 20 janeiro 1934

- 13-0 contra Possilpark, Copa da Escócia, 06 outubro 1877

- 13-0 contra Uddingston, Copa da Escócia, 10 novembro 1877

- 13-0 contra Athletic Kelvinside, Copa da Escócia, 28 setembro 1889

Pior derrota
- 1-7 contra o Celtic FC, Taça da Liga Escocesa, 19 outubro 1957

- 0-6 contra Dumbarton FC, 04 maio 1892

### Jogadores
Número de jogos (todas as competições)
 John Greig - 755 (1960-1978)
 Dougie Gray jogou 940 jogos de 1925 a 1947, mas 385 deles foram durante a Segunda Guerra Mundial e, portanto, não são considerados officiels.
Número de jogos na liga
 Sandy Archibald - 513 (1917-1934)
Artilheiros (todas as competições)
 Ally McCoist - 355 (1983-1998)
 Jimmy Smith marcou 381 gols de 1929 a 1946, mas 102 deles foram durante a Segunda Guerra Mundial e, portanto, não são considerados oficiais.
Artilheiro na liga
 Ally McCoist - 251 (1983-1998)
Número de jogos em competições europeias
 Barry Ferguson - 82 (1998-2003 e 2004-2009)
Maior valor de transferência recebido
 Alan Hutton - £ 9 milhões (2008, Tottenham Hotspur)
Maior valor de transferência pago
 Tore André Flo - £ 12,5 milhões (2001, Chelsea)
| #  | Nome             | Périodo               | Aparências |
| 1  | John Greig       | 1961-1978             | 755        |
| 2  | Sandy Jardine    | 1964-1982             | 674        |
| 3  | Ally McCoist     | 1983-1998             | 581        |
| 4  | Sandy Archibald  | 1917-1934             | 580        |
| 5  | David Meiklejohn | 1919-1936             | 563        |
| 6  | Dougie Gray      | 1925-1947             | 555        |
| 7  | Derek Johnstone  | 1970-1983 / 1985-1986 | 549        |
| 8  | Davie Cooper     | 1977-1989             | 540        |
| 9  | Peter McCloy     | 1970-1986             | 535        |
| 10 | Ian McColl       | 1945-1960             | 526        |

| #  | Nome               | Périodo               | Metas |
| 1  | Ally McCoist       | 1983-1998             | 355   |
| 2  | Bob McPhail        | 1927-1940             | 261   |
| 3  | Jimmy Smith        | 1930-1946             | 249   |
| 4  | Jimmy Fleming      | 1925-1934             | 220   |
| 5  | Derek Johnstone    | 1970-1983 / 1985-1986 | 210   |
| 6  | Ralph Brand        | 1954-1965             | 206   |
| 7  | Willie Reid        | 1909-1920             | 195   |
| 8  | Willie Thornton    | 1936-1954             | 194   |
| 9  | Robert C. Hamilton | 1897-1908             | 184   |
| 10 | Andy Cunningham    | 1914-1929             | 182   |

### Capitães
| Nome             | Período                       |
| ---------------- | ----------------------------- |
| Tom Vallance     | 1876-1882                     |
| David Mitchell   | 1882-1894                     |
| John McPherson   | 1894-1898                     |
| Robert Hamilton  | 1898-1906                     |
| Robert Campbell  | (Quatro anos entre 1906-1916) |
| Tommy Cairns     | 1916-1926                     |
| Bert Manderson   | 1926-1927                     |
| Tommy Muirhead   | 1927-1930                     |
| David Meiklejohn | 1930-1938                     |
| Jimmy Simpson    | 1938-1940                     |
| Jock Shaw        | 1940-1957                     |
| George Young     | 1953-1957                     |
| Ian McColl       | 1957-1960                     |
| Eric Caldow      | 1960-1962                     |
| Bobby Shearer    | 1962-1965                     |
| John Greig       | 1965-1978                     |
| Derek Johnstone  | 1978-1983                     |
| John McClelland  | 1983-1984                     |

| Nome             | Período   |
| ---------------- | --------- |
| Craig Paterson   | 1984-1986 |
| Terry Butcher    | 1986-1990 |
| Richard Gough    | 1990-1997 |
| Richard Gough    | 1997-1998 |
| Brian Laudrup    | 1997      |
| Lorenzo Amoruso  | 1998-2000 |
| Barry Ferguson   | 2000-2003 |
| Barry Ferguson   | 2005-2007 |
| Barry Ferguson   | 2007-2009 |
| Craig Moore      | 2003-2004 |
| Stefan Klos      | 2004-2005 |
| Gavin Rae        | 2007      |
| David Weir       | 2009-2012 |
| Steven Davis     | 2012      |
| Carlos Bocanegra | 2012      |
| Lee McCulloch    | 2012-2015 |
| Lee Wallace      | 2015–2018 |
| James Tavernier  | 2018-     |

### Seleção Histórica (1999)
| Goram Greig Butcher Gough Jardine Cooper Baxter Gascoigne Laudrup Hateley McCoist |
| «maior de sempre equipe do Rangers.»                                              |

- Andy Goram
- John Greig – Votado como o maior de todos
- Terry Butcher
- Richard Gough
- Sandy Jardine
- Davie Cooper
- Jim Baxter – Votado como o terceiro maior sempre
- Paul Gascoigne
- Brian Laudrup – Votado como o maior estrangeiro
- Mark Hateley
- Ally McCoist – Votado como o segundo maior

### Scotland Football Hall of Fame
A partir de 2019, 33 jogadores e técnicos estiveram envolvidos com os Rangers em suas carreiras, entraram no Scottish Football Hall of Fame:
- John Greig - 2004 Inaugural Indutado
- Graeme Souness - 2004 Inaugural Indutado
- Sir Alex Ferguson - 2004 Inaugural Indutado
- Jim Baxter - 2004 Inaugural Indutado
- Willie Woodburn - 2004 Inaugural Indutado
- Alex McLeish - 2005 Indutado
- Willie Waddell - 2005 Indutado
- George Young - 2005 Indutado
- Alan Morton - 2005 Indutado
- Davie Cooper - 2006 Indutado
- Brian Laudrup - 2006 Indutado
- Sandy Jardine - 2006 Indutado
- Willie Henderson - 2006 Indutado
- Richard Gough - 2006 Indutado
- Walter Smith - 2007 Indutado
- Ally McCoist - 2007 Indutado
- Eric Caldow - 2007 Indutado
- Derek Johnstone - 2008 Indutado
- Bill Struth - 2008 Indutado
- David Meiklejohn - 2009 Indutado
- Mo Johnston - 2009 Indutado
- Andy Goram - 2010 Indutado
- Robert Smyth McColl - 2011 Indutado
- Terry Butcher - 2011 Indutado
- Bob McPhail - 2012 Indutado
- Scot Symon - 2013 Indutado
- Davie Wilson - 2014 Indutado
- Bobby Brown - 2015 Indutado
- Jock Wallace - 2016 Indutado
- Archie Knox - 2018 Indutado
- Ian McMillan - 2018 Indutado
- Tommy McLean - 2019 Indutado
- Colin Stein - 2019 Indutado

### Scotland Roll of Honor
O Scotland national football team roll of honour reconhece jogadores que ganharam 50 ou mais bonés internacionais para a Escócia. Os nove indutados a ganhar boné enquanto jogavam para Rangers são:
- David Weir - 2006 Indutado, 69 internacionals
- Kenny Miller - 2010 Indutado, 69 internacionals
- Christian Dailly - 2003 Indutado, 67 internacionals
- Richard Gough - 1990 Indutado, 61 internacionals
- Ally McCoist - 1996 Indutado, 61 internacionals
- George Young - 1956 Indutado, 54 internacionals
- Graeme Souness - 1985 Indutado, 54 internacionals
- Colin Hendry - 2001 Indutado, 51 internacionals
- Steven Naismith - 2019 Indutado, 51 internacionals
- Alan Hutton - 2016 Indutado, 50 internacionals

### Scottish Sports Hall of Fame
No Scottish Sports Hall of Fame, 3 jogadores de Rangers foram selecionados, eles são:
- Jim Baxter - 2002 Indutado
- John Greig - 2002 Indutado
- Ally McCoist - 2007 Indutado

## Elenco
Última atualização: 17 de junho de 2025.

## Técnicos
A tabela abaixo lista os Gerentes do clube desde 1899.
| Nome            | Nacionalidade | Período   | Liga | Copa | Copa da Liga | UEFA | Total |
| --------------- | ------------- | --------- | ---- | ---- | ------------ | ---- | ----- |
| William Wilton  | Escócia       | 1899-1921 | 8    | 1    | —            | —    | 9     |
| Bill Struth     | Escócia       | 1921-1954 | 18   | 10   | 2            | —    | 30    |
| Scot Symon      | Escócia       | 1954-1967 | 6    | 5    | 4            | —    | 15    |
| David White     | Escócia       | 1967-1969 | 0    | 0    | 0            | 0    | 0     |
| William Waddell | Escócia       | 1969-1972 | 0    | 0    | 1            | 1    | 2     |
| Jock Wallace    | Escócia       | 1972-1978 | 3    | 3    | 2            | 0    | 8     |
| John Greig      | Escócia       | 1978-1983 | 0    | 2    | 2            | 0    | 4     |
| Jock Wallace    | Escócia       | 1983-1986 | 0    | 0    | 2            | 0    | 2     |
| Graeme Souness  | Escócia       | 1986-1991 | 3    | 0    | 4            | 0    | 7     |
| Walter Smith    | Escócia       | 1991-1998 | 7    | 3    | 3            | 0    | 13    |
| Dick Advocaat   | Países Baixos | 1998-2001 | 2    | 2    | 1            | 0    | 5     |
| Alex McLeish    | Escócia       | 2001-2006 | 2    | 2    | 3            | 0    | 7     |
| Paul Le Guen    | França        | 2006-2007 | 0    | 0    | 0            | 0    | 0     |
| Walter Smith    | Escócia       | 2007-2011 | 3    | 2    | 3            | 0    | 8     |
| Ally McCoist    | Escócia       | 2011-2014 | 2    | 0    | 0            | 0    | 2     |
| Mark Warburton  | Inglaterra    | 2015-2017 | 1    | 0    | 0            | 0    | 1     |
| Pedro Caixinha  | Portugal      | 2017      | 0    | 0    | 0            | 0    | 0     |
| Graeme Murty    | Escócia       | 2017-2018 | 0    | 0    | 0            | 0    | 0     |
| Steven Gerrard  | Inglaterra    | 2018-     | 1    | 0    | 0            | 0    | 1     |

Os períodos intercalares foram fornecidos por  Willie Thornton (2 partidas em 1969),  Tommy McLean (4 partidas em 1983),  Ian Durrant (1 fósforo em 2007) e  Graeme Murty (6 partidas em 2017).

## Símbolos

### Cores e escudo
As cores do Rangers F.C são: azul royal, branco e vermelho.
o a camisa do 1º kit tem a cor azul royal (com detalhes de branco e vemelho). Tradicionalmente é acompanhado por um short branco (com detalhes em vermelho e azul) e meias pretas com as bordas vermelhas.
Mesmo jogando com o 1º kit o Rangers muda ocasionalmente as cores do short e do meião, as vezes trocando as meias pretas por brancas; ou trocando os shorts brancos e meias pretas pelo short e meião de cor azul royal. Calções brancos e meiões vermelhos com detalhes brancos ja foram utilizados em algumas ocasiões nas temporadas de 1968–1973 e 2012–2013.
O design do 2º kit do Rangers mudou muito mais que o tradicional 1º kit. Branco e vermelho são as cores mais dominantes para os kits alternativos, azul marinho e azul claro também.
Nos anos recentes o Rangers também lançou um 3º uniforme. Ele é usado se o 1º e o 2º kit coincidir com o do adversário. As cores usadas vão desde azul claro ao vermelho e à controversa cor de tangerina.
Excepcionalmente para um clube de futebol, o Rangers tem dois emblemas oficiais diferentes. Hoje, o monograma original aparece nas camisas do clube, enquanto o escudo em forma de leão é usado pela mídia, em produtos e em documentos oficiais do clube. Ambas as versões sofreram pequenas variações desde sua introdução. Acredita-se que o monograma em espiral, representando as letras RFC sobrepostas, tem sido usada desde a formação do clube em 1872, embora a peça mais antiga remanescente de memorabilia contendo este símbolo seja da temporada de 1881-82. O monograma foi substituído em 1959 pelo brasão do clube com o leão rampante, que apresentava um leão rampante, uma bola de futebol de estilo antigo e o lema do clube Ready, que foi encurtado de Aye Ready (significa Always Ready em escocês), todos cercados pelo nome do time, Rangers Football Club. O emblema do leão rampante foi modernizado em 1968; o leão rampante, o nome do time, o lema do clube e a bola de futebol antiga permaneceram. Ele foi novamente atualizado ligeiramente no início de 1990 e, em seguida, mais uma vez em 2020 para a versão atual. O emblema circular moderno é regularmente usado em mercadorias de clubes e pela mídia; nunca apareceu com destaque na camisa do clube, somente o monograma é utilizado como brasão no uniforme. Em 1968, o monograma fez um retorno aparecendo no peito da camisa do clube pela primeira vez, enquanto o emblema do clube modernizado ainda era o logotipo oficial do clube. Também apareceu pela primeira vez nos shorts do time no início da temporada de 1978-79.
A forma como o monograma apareceu na camisa do clube variou ligeiramente ao longo dos anos. Entre 1990 e 1994, 'Rangers Football Club' e o lema 'Ready' apareceram acima e abaixo do escudo, respectivamente. Entre 1997 e 1999, as letras RFC apareceram dentro de um escudo. Depois de um final de temporada bem-sucedido em 2003, que deu ao Rangers uma tríplice coroa e seu 50º título da liga; cinco estrelas foram adicionadas ao topo do monograma, uma para cada dez títulos ganhos pelo clube. A equipe usou um brasão especial em 8 de dezembro de 2012 em uma partida da liga em casa contra o Stirling Albion, para comemorar o 140º aniversário de sua formação. '1872–2012' apareceu acima do monograma com as palavras '140 anos' apresentadas abaixo.

### Patrocinadores e marcas
Desde 1978, quando o Rangers assinou um contrato com a Umbro, eles tinham um fornecedor esportivo específico e desde 1984 um patrocinador master. Quando o Rangers jogou contra os franceses do AJ Auxerre e do RC Strasbourg na Liga dos Campeões de 1996-97 e na Copa da UEFA de 1997-98, respectivamente, devido à proibição francesa de publicidade de bebidas alcoólicas, a equipe usou o logotipo do Center Parcs em vez da McEwan's Lager. Partidas posteriores disputadas na França (quando o clube era patrocinado pela Carling) viram o clube não ter patrocinador de camisa em todas as partidas, contra o AJ Auxerre em novembro de 2006 e Olympique Lyonnais em outubro de 2007. Durante o patrocínio da casa de apostas 32Red, o Rangers enfrentou o clube croata NK Osijek na UEFA Europa League de 2018-1919, usando equipamento de treinamento não patrocinado devido à proibição da Croácia de anunciar apostas. O atual fornecedor esportivo é a britânica Castore Sportswear. A tabela a seguir detalha os patrocinadores de camisas e fornecedores de kits dos Rangers por ano:
| Temporada | Fabricante | Patrocinador     |
| --------- | ---------- | ---------------- |
| 1978-1984 | Umbro      |                  |
| 1984-1987 | Umbro      | CR Smith         |
| 1987-1990 | Umbro      | McEwan's Lager   |
| 1990-1992 | Admiral    | McEwan's Lager   |
| 1992-1997 | Adidas     | McEwan's Lager   |
| 1997-1999 | Nike       | McEwan's Lager   |
| 1999-2002 | Nike       | NTL Broadcast    |
| 2002-2003 | Diadora    | NTL Broadcast    |
| 2003-2005 | Diadora    | Carling cerveja  |
| 2005-2013 | Umbro      | Carling cerveja  |
| 2010-2013 | Umbro      | Tennent's        |
| 2013-2014 | Puma       | Blackthorn Cider |
| 2014-2018 | Puma       | 32Red            |
| 2018-2020 | Hummel     | 32Red            |
| 2020-     | Castore    | 32Red            |